# Zusatzversorgungskasse des Kommunalen Versorgungsverbands Baden-Württemberg
Die KVBW Zusatzversorgung ist die Zusatzversorgungskasse des Kommunalen Versorgungsverbands Baden-Württemberg (KVBW). Sie ist eine der größten kommunalen Zusatzversorgungseinrichtungen in der Bundesrepublik. Die Kasse hat die Aufgabe, den Beschäftigten ihrer mehr als 5.000 Mitglieder (kommunale und kirchliche Arbeitgeber wie z. B. Gemeinden, Städte, Landkreise, Kirchengemeinden) eine zusätzliche betriebliche Alters-, Erwerbsminderungs- und Hinterbliebenenversorgung zu gewähren. Im Leistungsfall erhalten die Beschäftigten also von der KVBW Zusatzversorgung ihre vom Arbeitgeber zugesagte Betriebsrente. Über 1 Million Beschäftigte sind bei der KVBW Zusatzversorgung versichert, rund 230.000 Rentner erhalten von der Kasse ihre im öffentlichen und kirchlichen Dienst erworbene Betriebsrente.
Zusätzlich zu der überwiegend vom Arbeitgeber finanzierten Betriebsrente (ZVKRente/Pflichtversicherung) bietet die Zusatzversorgungskasse den Beschäftigten ihrer Mitglieder an, mit eigenen Beitragszahlungen in die ZVKPlusRente (Freiwillige Versicherung) ihre Betriebsrente aufzustocken. Hierfür kann grundsätzlich staatliche Förderung in Form der
- Riester-Rente
- Entgeltumwandlung

in Anspruch genommen werden.
Die Betriebsrente aus der Zusatzversorgung wird zusätzlich zur gesetzlichen Rente bzw. zur berufsständischen Altersversorgung gewährt. Beide Leistungen sind voneinander unabhängig, eine gegenseitige Anrechnung findet nicht statt.
Dem Versicherungs- und Leistungssystem liegt der Tarifvertrag über die zusätzliche Altersvorsorge der Beschäftigten des öffentlichen Dienstes (ATV-K) zugrunde.

## Aufbau und Organisation der Zusatzversorgungskasse
Die „KVBW Zusatzversorgung“ (vormals „ZVK des KVBW“) ist Teil des Kommunalen Versorgungsverbands Baden-Württemberg (KVBW). Das Geschäftsgebiet erstreckt sich auf das Land Baden-Württemberg. Sitz der Kasse ist in Karlsruhe, in Stuttgart existiert eine Zweigstelle.
Die Angelegenheiten der Kasse werden per Satzung geregelt und vom paritätisch besetzten Verwaltungsausschuss beschlossen, soweit nicht der Direktor zuständig ist.
Der Verwaltungsausschuss besteht aus dem Vorsitzenden des Verwaltungsrats des KVBW oder dessen Stellvertreter sowie aus weiteren fünfzehn Mitgliedern (sieben von der Arbeitgeberseite sowie acht aus dem Kreis der Pflichtversicherten der Kasse). Diese werden vom Verwaltungsrat des KVBW benannt.

## Rechtsaufsicht
Die KVBW Zusatzversorgung unterliegt – wie der gesamte KVBW – grundsätzlich der Rechtsaufsicht des Innenministeriums Baden-Württemberg. Die Fachaufsicht im Bereich der ZVKPlusRente ist beim Ministerium für Finanzen und Wirtschaft angesiedelt.

## Mitgliedschaften
Der KVBW samt seiner Zusatzversorgung ist Mitglied in der Arbeitsgemeinschaft der kommunalen und kirchlichen Altersversorgung - AKA. Deren Aufgabe ist es, die Interessen der bundesweit bestehenden Zusatzversorgungseinrichtungen wahrzunehmen.

## Finanzierung
Derzeit erfolgt die Finanzierung in der ZVKRente (Pflichtversicherung) überwiegend im Umlagesystem (Abrechnungsverband I). Daneben erhebt die Kasse einen Zusatzbeitrag. Mit diesem soll schrittweise der Einstieg in die Kapitaldeckung erfolgen, um eine Entkoppelung von den demografischen Entwicklungen und zusätzliche Sicherheiten im Blick auf mögliche finanzielle Unwägbarkeiten sowie künftige Strukturveränderungen zu erreichen.
Seit dem 1. Januar 2004 besteht insbesondere für Arbeitgeber, die die Mitgliedschaft bei der KVBW Zusatzversorgung neu erwerben, die Möglichkeit, Mitglied im kapitalgedeckten Abrechnungsverband II (AR II) zu werden (Hinweis: Wechsel des Abrechnungsverbandes mit Ausfinanzierung der bestehenden Leistungsansprüche und Anwartschaften ist grundsätzlich auch für Mitglieder aus dem Abrechnungsverband I möglich). Zur Finanzierung der Zusatzversorgung entrichten die Mitglieder im AR II Beiträge.